# فول کنتاکت (فیلم ۲۰۱۵)
فول کنتاکت (به انگلیسی: Full Contact) یک فیلم سینمایی درام هلندی-کرواسی به نویسندگی و کارگردانی دیوید وربک محصول سال ۲۰۱۵ است. این فیلم اولین بار در جشنواره بین‌المللی فیلم تورنتو ۲۰۱۵ نشان داده‌شد.  

## بازیگران
- گرگیر کالین در نقش ایوان
- لیزی بروچر در نقش سیندی
  - آلن بلاژویچ به عنوان سرهنگ هندریکس
- رابرت جوزینوویچ در نقش وان پاتون
- زون مونیوانا به عنوان کشیش